# Glycaan

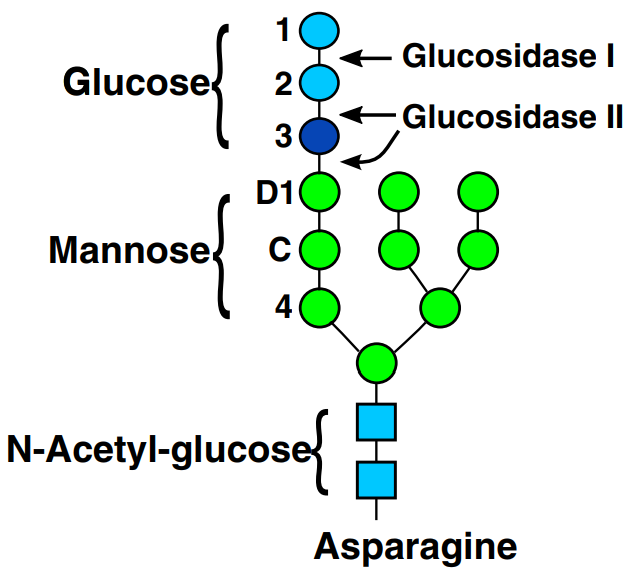
De structuur van een glycaan wordt vaak schematisch weergegeven met symbolen, waarbij elke monosacharide een eigen kleur en vorm krijgt

Een glycaan is in het algemeen de term voor een keten van suikermoleculen (monosachariden) die door glycosidische bindingen aan elkaar verbonden zijn. Deze suikerketens kunnen bestaan uit slechts enkele eenheden (oligosachariden) of uit honderden tot wel duizenden eenheden (polysachariden). Glycanen zijn wijdverspreid in de natuur. 
Meestal doelt men met de term 'glycaan' specifiek op suikerketens die covalent gebonden zijn aan eiwitten (glycoproteïnen) of lipiden (glycolipiden). De verbinding als geheel wordt ook wel het glycoconjugaat genoemd. Dergelijke suikerketens komen algemeen voor op de cellen van dieren, planten en micro‑organismen. Deze complexe laag van suikerstructuren beschermt de cellen van dieren tegen enzymatische en mechanische schade.
De chemische structuur van een glycaan – volgorde van eenheden, vertakkingsgraad en eventuele modificaties zoals sulfering of acetylatie – bepaalt welke biologische functies het glycaan vervult. In dierlijke cellen spelen glycanen op glycoproteïnen en glycolipiden een cruciale rol in celadhesie, herkenning en signaaltransductie. Deze functies zijn onder andere van belang voor de werking van het immuunsysteem. In planten en micro-organismen dienen polymere suikerketens onder meer voor energieopslag (zetmeel), of dienen ze als structuurgevend materiaal (peptidoglycaan).

## Voorkomen
Vrijwel alle levende cellen in de natuur zijn omgeven door een min of meer dichte, complexe laag van suikerketens (glycanen). Bij bacteriën en archaea bestaat de celwand uit verschillende typen glycaanpolymeren en glycoconjugaten, die bijdragen aan structuur en bescherming. In eukaryoten komen glycanen rijkelijk voor in de extracellulaire matrix, lichaamsvloeistoffen en de secreten. Dit komt deels doordat uitgescheiden eiwitten (immunoglobulinen, lysozymen, stollingsfactoren) vaak grote hoeveelheden covalent gebonden glycanen dragen. In dierlijke cellen zijn daarnaast ook de lipidemoleculen in het celmembraan uitgerust met korte suikerketens die uitsteken in de extracellulaire ruimte (glycosfingolipiden zoals gangliosiden). In de cellen van eukaryoten worden glycanen voornamelijk gevormd via de syntheseroutes van het endoplasmatisch reticulum en het golgiapparaat. Ze komen zelfs voor in het cytosol en de celkern, hoewel de functie hiervan niet goed bekend is.

## Diversiteit

Verschillende N-gekoppelde oligosacharideketens in hogere eukaryoten: de eerste drie in planten, de laatste twee in mensen. In menselijke cellen bevatten veel glycanen siaalzuren (Neu5Ac) op hun uiteinde, die herkend kunnen worden door lectines en andere herkenningsmoleculen.

De structuur van glycanen kent een enorm brede diversiteit doordat monosachariden op meerdere manieren aan elkaar gekoppeld kunnen worden: via verschillende hydroxylgroepen (via de 2-, 3-, 4- of 6-positie van de ring), in lineaire of vertakte ketens, en met variaties in ruimtelijke oriëntatie (stereochemie). Deze complexiteit houdt in dat twee glycanen met exact dezelfde suikerbouwstenen toch volledig verschillende biologische eigenschappen kunnen hebben, afhankelijk van hoe de suikers aan elkaar gekoppeld zijn. 
Dit gegeven maakt onderzoek naar glycanen lastig: er is geen "template" zoals bij DNA, en de biosynthese van glycanen vindt plaats via een netwerk van enzymen (zoals glycosyltransferases en glycosidases) die stapsgewijs de structuur opbouwen of afbreken.